# Achlyonice monactinica
Achlyonice monactinica is een zeekomkommer uit de familie Elpidiidae.
De wetenschappelijke naam van de soort werd in 1915 gepubliceerd door H. Ohshima.